# União das Freguesias de Reguengo e São Julião
Die União das Freguesias de Reguengo e São Julião ist eine portugiesische Gemeinde (Freguesia) im Kreis (Concelho) Portalegre im Alto Alentejo, Portugal.

## Geschichte
Die Gemeinde entstand im Zuge der Gebietsreform vom 29. September 2013 durch die Zusammenlegung der ehemaligen Gemeinden Reguengo und São Julião.
Portalegre wurde Sitz der neuen Verwaltung.

## Demographie
| Freguesia | Freguesia             | Freguesia | Freguesia       | ehemalige Freguesias | ehemalige Freguesias | ehemalige Freguesias | ehemalige Freguesias |
| --------- | --------------------- | --------- | --------------- | -------------------- | -------------------- | -------------------- | -------------------- |
| Wappen    | Freguesia             | Einwohner | Fläche in (km²) | Wappen               | Freguesia            | Einwohner            | Fläche in (km²)      |
|           | Reguengo e São Julião | 849       | 72,19           |                      | Reguengo             | 634                  | 28,75                |
|           | Reguengo e São Julião | 849       | 72,19           | São Julião           | 343                  | 43,43                |                      |